# David Lavaux
David Lavaux (Binche, 2 januari 1964) is een Belgisch politicus voor het cdH, sinds maart 2022 Les Engagés genaamd.

## Levensloop
Lavaux werd beroepshalve leraar en schooldirecteur in het lager onderwijs. 
Hij werd politiek actief voor de PSC, de voorloper van de partijen cdH en Les Engagés. Voor de partij zetelde hij van 1991 tot 2005 als provincieraadslid van Henegouwen, een functie die hij sinds 2012 opnieuw uitoefent. In 1988 werd hij eveneens verkozen tot gemeenteraadslid van Erquelinnes, waar hij sinds 1995 burgemeester is. Daarnaast was hij van 1995 tot 1999 kabinetsmedewerker voor de federale ministers van Financiën Philippe Maystadt en Jean-Jacques Viseur, van 2004 tot 2005 kabinetsmedewerker van minister in de Franse Gemeenschapsregering Catherine Fonck en van 2011 tot 2016 attaché op het kabinet van ministers in de Franse Gemeenschapsregering André Antoine en Joëlle Milquet.
Van 2005 tot 2010 zetelde Lavaux tevens in de Kamer van volksvertegenwoordigers. Hij zetelde er als opvolger van respectievelijk minister in de Franse Gemeenschapsregering Catherine Fonck (van juli 2005 tot januari 2007 en opnieuw van juni 2007 tot juni 2009) en de ontslagnemende parlementsleden Jean-Jacques Viseur (van januari tot juni 2007) en Véronique Salvi (van juni 2009 tot mei 2010). In de Kamer was hij voorzitter van de commissie Naturalisaties.